# Marco Lólio Paulino Décimo Valério Asiático Saturnino
Marco Lólio Paulino Décimo Valério Asiático Saturnino (em latim: Marcus Lollius Paulinus Decimus Valerius Asiaticus Saturninus) foi um proeminente senador romano nomeado cônsul sufecto para o nundínio de maio a agosto de 94 com Caio Âncio Aulo Júlio Quadrado e eleito cônsul ordinário em 125 com Lúcio Tício Epídio Aquilino.

## Origem e primeiros anos
Saturnino era de ascendência alóbroge e romana, filho de Décimo Valério Asiático com sua esposa Vitélia, filha do imperador Vitélio e de Galéria Fundana. Seu pai serviu como legado na Gália Bélgica e mais tarde foi governador da província durante o reinado de Nero. Através de uma hábil utilização do patrocínio imperial e de sua fortuna pessoal, Décimo Valério (pai) se tornou um homem muito poderoso na sua época.
A família de seu pai era originária de Viena, na Gália Narbonense. Entre seus membros estava o seu avô, o senador e cônsul Décimo Valério Asiático, que era casado com Lólia Saturnina, a irmã mais velha de Lólia Paulina, imperatriz e terceira esposa de Calígula. Eles eram parentes das gentes Valéria e Lólia.
Apesar dos Lólios Paulinos serem parentes de sua avó paterna, Olli Salomies defende que sua presença em seu nome se deve a uma adoção testamentária. "O pai adotivo pode, com certeza, ter sido um parente de sua avó, uma vez que [...] filhos e pais adotivos eram, frequentemente, parentes próximos".
Quando Vespasiano se tornou imperador depois do ano dos quatro imperadores (69), Asiático (pai) foi um dos cônsules designados para o ano de 70, mas morreu antes que pudesse assumir. No final de 70, Vespasiano arranjou um novo casamento para Vitélia, um noivo cujo nome não foi preservado. Este segundo casamento foi um sucesso e o próprio Vespasiano cuidou do dote e das roupas da noiva. Apesar de ter nascido em Viena, Saturnino (filho) foi criado em Roma, mas quase nada se sabe da sua vida nesta época.

## Carreira
Uma inscrição encontrada em Tivoli preservou a carreira política de Saturnino. Ele começou, ainda no reinado de Domiciano, como um dos triúnviros monetários, o mais prestigioso dos comitês dos vigintiviri, cuja nomeação era geralmente reservada para patrícios ou favoritos do imperador. Depois, Saturnino foi admitido entre os sálios (salii collinus) e foi eleito pontífice já com vinte e poucos anos. Aos vinte e cinco, foi questor, um dos dois selecionados para atender diretamente o imperador e entre cujos deveres estava a leitura dos seus discursos no Senado. A inscrição apresenta uma lacuna ao mencionar sua nomeação como pretor, o que geralmente acontecia quando a pessoa chegava aos trinta anos. Saturnino então serviu como cônsul sufecto em 94.
Depois do consulado, Saturnino foi procônsul da Ásia entre 108 e 109 e entre 124 e 134, serviu como prefeito urbano de Roma. Durante seu mandato, em 125, foi cônsul uma segunda vez, o que demonstra sua proximidade da família imperial.

## Família
Saturnino se casou com Valéria Cátula Messalina, de família consular. O casal teve pelo menos um filho, o senador Décimo Valério Tauro Cátulo Messalino Asiático.